# Charles Lyttelton, 10. Viscount Cobham
Charles John Lyttelton, 10. Viscount Cobham KG, GCMG, GCVO, TD, PC (* 8. August 1909 in Kensington, London; † 20. März 1977 in Marylebone, London) war ein britischer Adliger und Cricketspieler, sowie von 1957 bis 1962 Generalgouverneur von Neuseeland.

## Herkunft und frühe Jahre

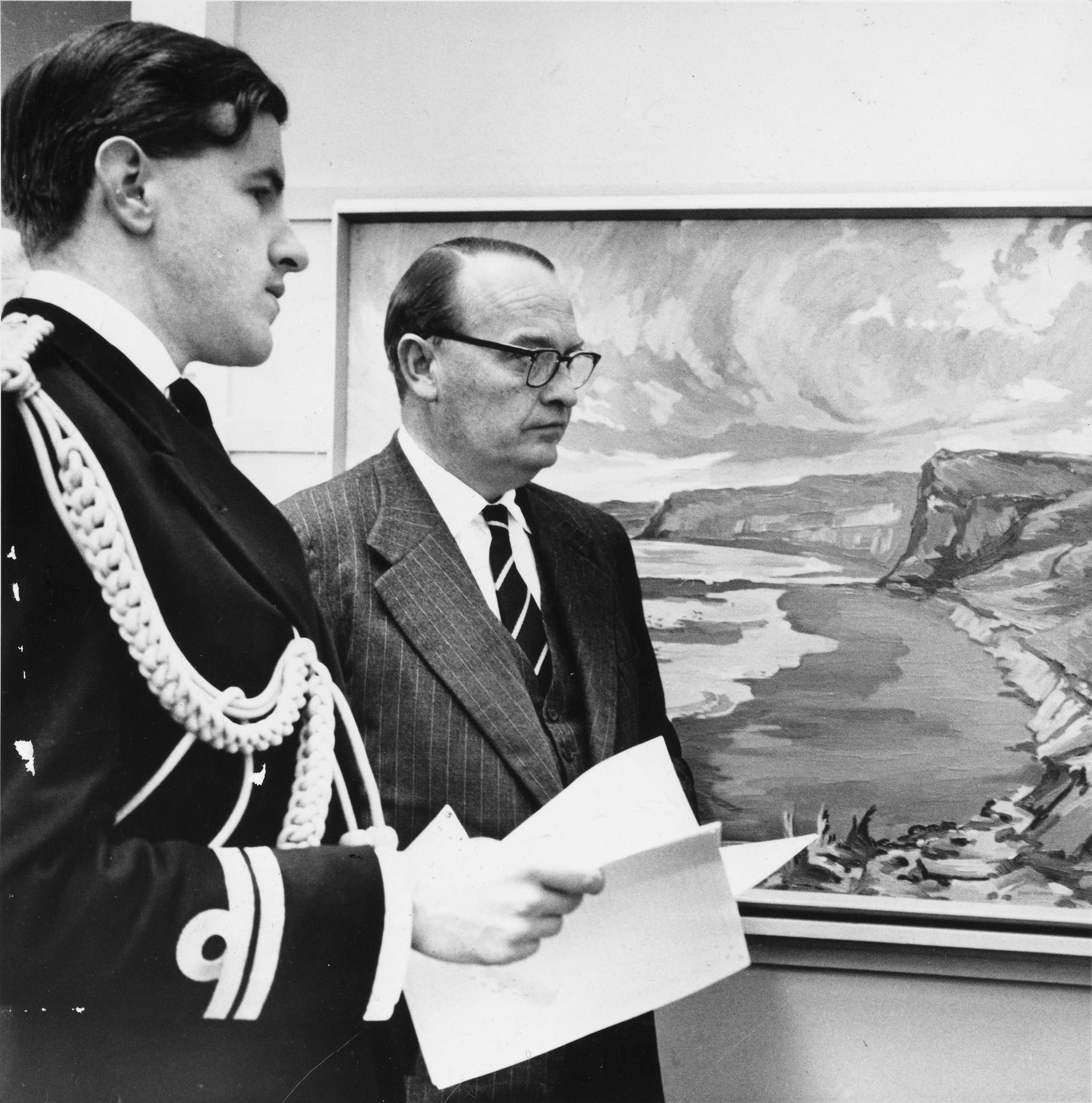
Lord Cobham (rechts) bei der Besichtigung der National Art Gallery, 1958

Lyttelton war der älteste Sohn von John Lyttelton, 9. Viscount Cobham, aus dessen Ehe mit Violet Yolande Leonard. Der 2008 verstorbene Jazztrompeter Humphrey Lyttelton war sein Cousin. Die Familie hat historisch gewachsene Bindungen nach Neuseeland. Die Stadt Lyttelton auf der Südinsel ist nach dem Urgroßvater George Lyttelton, 4. Baron Lyttelton, benannt.
Er besuchte zunächst das Eton College und studierte dann Jura am Trinity College der University of Cambridge. Lyttelton kann aus einer Familie von guten Cricketspielern. Von 1934 bis 1939 spielte er selbst mehr als 90 First-Class Spiele für Worcestershire, seit 1936 als Kapitän der Mannschaft.
Im Zweiten Weltkrieg diente Lyttelton zunächst während des Westfeldzugs 1940 als Artillerieoffizier bei der BEF in Frankreich. Später kommandierte er dann ein Marineartillerieregiment.
1942 heiratete er Elizabeth Alison Makeig-Jones, mit der er vier Söhne und vier Töchter hatte.
Nach Kriegsende strebte er eine Karriere in der Politik an. Die Pläne, als Kandidat der Konservativen für einen Sitz im Unterhaus zu kandidieren, zerschlugen sich aber 1949, als Lyttelton beim Tod seines Vaters dessen Adelstitel als 10. Viscount Cobham erbte und damit ins Oberhaus einzog.
Wie schon sein Vater und sein Großvater zuvor, war er in den Jahren 1954/55 Präsident des Marylebone Cricket Clubs, der höchsten Instanz im englischen Cricket.

## Generalgouverneur von Neuseeland
Im Jahre 1957 wurde Lyttelton zum Generalgouverneur von Neuseeland ernannt. Er wurde damit Vertreter von Königin Elisabeth II. in Neuseeland und repräsentierte damit das Staatsoberhaupt in dem Land. Zudem wurde er 1957 als Knight Grand Cross des Order of St. Michael and St. George ausgezeichnet.
Im Land war er populär. Aufgrund seiner vielseitigen sportlichen Interessen, neben Cricket unter anderem auch Golf und Fliegenfischen, gelang es ihm, trotz seiner aristokratischen Herkunft vielseitige Kontakte zu den Bewohnern aufzubauen. Noch im Alter von 51 Jahren spielte er mit einer guten persönlichen Leistung in einem First-Class Cricket Spiel in einer von ihm zusammengestellte Mannschaft gegen ein Team des Marylebone Cricket Clubs.
Lyttelton war ein guter Redner, der oft klassische Zitate verwandte. In seine Amtszeit fielen keine größeren politischen Krisen, die er hätte bewältigen müssen, obgleich die Regierung zweimal wechselte. Der Kontakt zu den jeweiligen Premierministern war gut.
Ihm zu Ehren sind in der Antarktis die Cobham Range und der Lyttelton Peak benannt.

## Spätere Jahre
Nach dem Ende seiner Amtszeit im Jahre 1962 kehrte Lyttelton ins Vereinigte Königreich zurück. Dort übernahm er verschiedene Leitungspositionen in der Wirtschaft, bevor er 1967 das Amt des Lord Steward of the Household, des Oberhofmarschalls, am Hof von Königin Elisabeth übernahm. Gleichzeitig wurde er Mitglied des Privy Council. Von 1963 bis 1974 war er außerdem Lord Lieutenant von Worcestershire.
1964 wurde Lyttelton als Knight Companion in den Hosenbandorden aufgenommen, dessen Kanzler er von 1972 bis zu seinem Tod war. 1972 wurde er auch Knight Grand Cross des Royal Victorian Order.
Lyttelton starb 1977 in Marylebone in London. Seine Adelstitel fielen daraufhin an seinen ältesten Sohn John und bei dessen kinderlosem Tod 2006 an seinen zweitältesten Sohn Christopher.